# Нассау Сеніор
Нассау Сеніор (англ. Nassau William Senior, 26 вересня 1790, Комптон— 4 червня 1864, Кінгстон, Велика Британія)— англійський адвокат і економіст. Представник класичної політичної економії.

## Життєпис
Нассау Сеніор народився 26 вересня 1790 року в Англії м. Комптон, Беркшир, у сім'ї сільського священика.
Здобував освіту в Ітонському коледжі, коледжі Магдалени та Оксфордському університеті. У 1821 році одружився з Мері Шарлотт. В шлюбі народилися син Джон Сеніор і дочка Маір Сеніор.
У двадцятих роках Сеніор поєднував адвокатську практику з викладанням і написанням статей з економіки, а в тридцяті роки його зацікавила політична діяльність. 1825 року після відкриття в Оксфорді кафедри політичної економії, Сеніор стає першим її головою (1825—1830). Пізніше він повторно обирається на новий термін 1847—1852 роки. У 1830—1847 роках Насау займав керівні посади в різних урядових комісіях з питань праці в промисловості. У 1830 році лорд Мельбурн запрошує Сеніора до участі в комісії з удосконалення законодавства про страйки. У 1832 році Сеніор входить до складу комісії з розробки законодавства про бідних, а в 1837 році —  комісії з ткачів. У 1836 році при канцлері лорда Коттенхеме був призначений судовим виконавцем. Блауг називає Сеніора першим теоретиком-економістом, який протягом багатьох років надавав консультативні послуги політикам, а саме — членам партії вігів, як в офіційному так і в приватному порядку.
У 1864 році Сеніор отримує призначення в комісію з питань дослідження стану народної освіти в Англії. В останні роки життя, під час поїздок по закордонних країнах, Сеніор уважно вивчає місцеве, політичне і соціальне життя людей. Видані згодом кілька томів його щоденникових записів містять чимало цікавих відомостей. Протягом багатьох років Сеніор публікував регулярні замітки в «Edinburgh Quarterly», «London Review» і «North British Review» пишучи на їхніх сторінках як на політичні, так і на економічні теми, зважаючи на літературно-критичні огляди. Помер Нассау Сеніор 4 червня 1864 в м. Кенсінгтоні.

## Сеніор в політичній економії
Сеніор є учнем Річарда Уотлі, який мав сильний вплив на його світогляд.
Нассау Сеніор став одним з перших теоретиків-економістів, які розробляли соціально-економічні програми провладних політичних партій, тим самим визначаючи стратегію економічного розвитку своїх країн. Він намагався зробити з політичної економії точну науку, тому, його вважають одним з фундаторів напряму чистої політичної економії.
Теорії Сеніора:
Методологія досліджень. Сеніор висуває один з варіантів суб'єктивістського тлумачення економічних явищ і процесів, що набуває концентрованого вираження в «теорії жертв». Згідно з даною теорією товарне виробництво є економічною системою, яка базується на взаємних «жертвах» робітників та підприємців.
Мюррей Ротбард про методологію Н. Сеніора:
|                                                                         | Хоча праксеологічний метод, м’яко кажучи, не є популярним у сучасній економічній теорії та у соціальних науках взагалі й у філософії науки, це був основний метод ранньої Австрійської школи, а також значного сегменту початкової класичної школи, зокрема Ж. Б. Сея та Н. Сеніора. |
| — Rothbard, Murray N. Praxeology: The Methodology of Austrian Economics | |

Теорія вартості й доходів. Сеніор вважає, що вартість — це витрати виробництва, в які входять два елементи − праця і капітал. Витрати праці й капіталу є «жертвами», які з одного боку — постають робітником який відмовляється від вільного часу, а з іншого — підприємцем, що утримується від особистого споживання капіталу. Винагородою за ці жертви робітника та підприємця є два види доходів − заробітна плата й прибуток.
Зокрема, заробітна плата, в уявленні Сеніора − це винагорода за жертви робітника, який втрачає свій вільний час і спокій, а прибуток − винагорода за жертви підприємця, який відмовляючись від особистого споживання капіталу вкладає його у виробництво.
Теорія капіталу. Капіталом учений називає утримання від споживання: «…замінюю слово капітал, що розглядається як засіб виробництва, словом „утримання“». Суспільний прогрес, на думку Сеніора, вимагає постійного збільшення утримання.
Як аргумент проти скорочення тривалості робочого дня з 11,5 до 10 годин, Сеніор висуває теорію відтворення заробітної плати і прибутку. Згідно з цією теорією протягом основного часу робочого дня (10,5 год.) створюється вартість, що покриває витрати капіталу, а решта часу роботи працівника йде на створення прибутку. Таким чином, на думку Сеніора, скорочення робочого дня до 10 годин може у підсумку призвести до повного зникнення прибутку.

## Основні роботи
- Основні засади політичної економії (1836)
- Листи про фабричне законодавство (1837)
- Лекція про виробництво багатства (1847)
- Чотири виступні лекції з політичної економії (1852)
- Історико-філософські нариси (1-2., 1865)